# Apera baytopiana
Apera baytopiana är en gräsart som beskrevs av Dogan. Apera baytopiana ingår i släktet kösor, och familjen gräs. Inga underarter finns listade i Catalogue of Life.